# Birtley (Tyne and Wear)
Birtley è un paese della contea del Tyne and Wear, in Inghilterra.